# Anatolij Brandys
Anatolij Jakowlewicz Brandys (ros. Анатолий Яковлевич Брандыс, ur. 12 sierpnia 1923 w Niżniednieprowsku (obecnie część miasta Dniepr), zm. 23 marca 1988 w Moskwie) – radziecki lotnik i dowódca wojskowy, generał porucznik lotnictwa, dwukrotny Bohater Związku Radzieckiego (1945).

## Życiorys
W 1941 ukończył Dniepropietrowską Szkołę Sił Wojskowo-Powietrznych i dniepropietrowski aeroklub, od czerwca 1941 służył w Armii Czerwonej, w grudniu 1941 skończył dniepropietrowską wojskową szkołę pilotażu, a w lipcu 1943 wojskową szkołę lotników w Mołotowie (obecnie Perm). W lipcu-sierpniu 1943 był pilotem w Uralskim Okręgu Wojskowym w Kamience, od sierpnia 1943 do maja 1945 uczestniczył w wojnie z Niemcami jako pilot, dowódca klucza, zastępca dowódcy i dowódca eskadry pułku lotniczego, od sierpnia do października 1943 walczył na Froncie Południowym, od października 1943 do maja 1944 4 Ukraińskim, a od czerwca 1944 do maja 1945 3 Białoruskim, brał udział w operacji donbaskiej, melitopolskiej, krymskiej, witebsko-orszańskiej, mińskiej, wileńskiej, memelskiej, wschodniopruskiej, królewieckiej i zemlandzkiej. Wykonał 218 lotów bojowych na samolocie Ił-2, niszcząc wiele siły żywej i techniki wroga. Po wojnie służył w lotnictwie w obwodzie brzeskim, w 1950 ukończył Akademię Wojskowo-Powietrzną w Monino, 1950-1952 był zastępcą dowódcy, a 1952-1955 dowódcą szturmowego pułku lotniczego w Nadbałtyckim Okręgu Wojskowym (Łotwa). Od października 1955 do listopada 1957 dowodził 339 Lotniczą Dywizją Szturmową/Bombową/339 Lotniczą Dywizją Bombowców w Jełgawie, w 1959 ukończył Wojskową Akademię Sztabu Generalnego, od grudnia 1959 do sierpnia 1960 dowodził 135 Gwardyjską Lotniczą Dywizją Bombowców w Odeskim Okręgu Wojskowym, a od sierpnia 1960 do kwietnia 1962 149 Lotniczą Dywizją Bombowców w Północnej Grupie Wojsk stacjonującej w Polsce. Później kierował aeroklubem im. Czkałowa i wykładał w Akademii Wojskowej Akademii im. Frunzego i Wojskowej Akademii Sztabu Generalnego (od 1967 jako kandydat nauk wojskowych, a od 1969 jako docent), od lipca 1973 do lipca 1975 był komenderowany służbowo do Egiptu jako specjalista wojskowy, w marcu 1986 zakończył służbę wojskową. Został pochowany na Cmentarzu Kuncewskim.

## Awanse
- młodszy porucznik (19 lipca 1943)
- porucznik (4 kwietnia 1944)
- starszy porucznik (16 sierpnia 1944)
- kapitan (27 stycznia 1945)
- major (20 stycznia 1949)
- podpułkownik (14 kwietnia 1952)
- pułkownik (4 stycznia 1956)
- generał major lotnictwa (25 kwietnia 1975)
- generał porucznik lotnictwa (29 kwietnia 1985)

## Odznaczenia
- Złota Gwiazda Bohatera Związku Radzieckiego (dwukrotnie - 23 lutego 1945 i 29 czerwca 1945)
- Order Lenina (23 lutego 1945)
- Order Rewolucji Październikowej (21 lutego 1978)
- Order Czerwonego Sztandaru (czterokrotnie - 1 listopada 1943, 23 lutego 1944, 5 listopada 1944 i 19 kwietnia 1945)
- Order Aleksandra Newskiego (27 sierpnia 1944)
- Order Wojny Ojczyźnianej I klasy (dwukrotnie - 3 maja 1944 i 11 marca 1985)
- Order Czerwonej Gwiazdy (30 grudnia 1956)
- Medal „Za zasługi bojowe” (13 czerwca 1952)

I inne.